# Faya-Largeau
Faya-Largeau of Faya (Arabisch: فايا) is een oasestad in het noorden van Tsjaad met ongeveer 14.000 inwoners. Het is de hoofdstad van de provincie Borkou-Ennedi-Tibesti.

## Geschiedenis

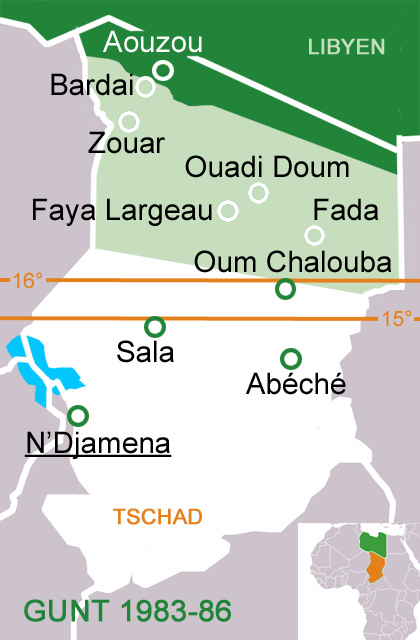
Door Libië en bondgenoten gecontroleerde gebieden tijdens de burgeroorlog van 1979-1982

De stad, die oorspronkelijk Faya heette, werd na de verovering van Borkou door Étienne Largeau in 1913 Largeau genoemd. In de jaren 1970 kreeg ze haar oude naam terug, en werd door een ontwikkelingsproject de verbouw van dadelpalmen sterk uitgebreid. Dit wordt mogelijk gemaakt door ondergrondse watervoorraden. De stad is via een vliegveld met verharde baan met andere steden verbonden, en beschikt ook over een kleine elektriciteitscentrale.
Met de inname van de Aouzoustrook in 1975 nam Libië ook Faya-Largeau in. In 1980 kreeg Hissène Habré controle over de stad; in 1981–1982 Goukouni Oueddei. In 1983 kwam Faya opnieuw in handen van Libië, tot dat land zich in 1987 terugtrok.

## Klimaat
Er heerst een woestijnklimaat, met de hoogste middagtemperaturen in de maanden mei, juni en juli: gemiddeld rond 42 °C. In december en januari wordt het overdag rond 28 °C. De jaarlijkse neerslag bedraagt slechts 18 mm, waarvan 10 mm in augustus valt.

## Geboren
- Hissène Habré (1942-2021), dictator van Tsjaad 1982-1990